# Chihayafuru
Chihayafuru (ちはやふる?) là một bộ truyện tranh Nhật Bản được viết và minh họa bởi tác giả Suetsugu Yuki, in định kì trên tạp chí Be Love và xuất bản bởi nhà xuất bản Kodansha.
Bộ truyện đã được chuyển thể sang anime truyền hình dài tập, phần 1 được chiếu trên đài Nippon Television và Crunchyroll từ tháng 10 năm 2011 tới tháng 3 năm 2012, phần 2 từ tháng 1 đến tháng 6 năm 2013.
Ngày 19 tháng 3 năm 2016, phim điện ảnh chuyển thể với tên Chihayafuru: Kami no Ku (phần 1) được công chiếu, phần 2 Chihayafuru: Shimo no ku khởi chiếu vào ngày 29 tháng 4 năm 2016.
Bộ truyện đã thắng giải thưởng Manga Taishō Award và the Kodansha Manga Award. Kể từ tập 4 (tháng 3, năm 2009), Chihayafuru bắt đầu xuất hiện thường xuyên trên Bảng xếp hạng truyện tranh Nhật Bản. Tính đến tháng 8 năm 2011, Chihayafuru bán được trên 4.5 triệu bản. Sự nổi tiếng của bộ truyện tranh này đã đồng thời giúp hình ảnh của môn bài thi đấu karuta trở nên phổ biến hơn ở Nhật Bản.

## Cốt truyện
Suốt cả cuộc đời và giấc mơ của Chihaya chỉ là mong được thấy chị mình trở thành người mẫu nổi tiếng nhất Nhật Bản....nhưng sau đó, khi một học sinh vốn im lặng, ít nói tên Arata, đã nói với cô ấy rằng "Giấc mơ chỉ đạt được bằng chính bản thân của mình chứ không phải lấy từ người khác". Arata là cậu bé thích chơi karuta - trò thẻ bài một kiểu chơi truyền thống Nhật Bản dựa theo Hyakunin Isshu, đã khiến Chihaya vô cùng thích thú, và nhờ Arata mà Chihaya đã phát hiện ra niềm đam mê với nó. Và cô ấy đã có ước mơ của riêng mình, ước mơ trở thành "Nữ hoàng Karuta"

## Nhân vật chính
Ayase Chihaya (綾瀬 千早): Là con gái của Ayase Kenji và Ayase Chieko và là em gái của Ayase Chitose,học sinh của Cao trung Mizusawa là một người sở hữu thính giác nhạy bén
Mashima Taichi (真島 太一): Là con trai của Mashima Reiko, anh trai của Mashima Rika và là một trong những người bạn thời thơ ấu của Ayase Chihaya, học sinh của Cao trung Mizusawa
Wataya Arata (綿谷 新): Là một học sinh từ Fukui, người đã từng chuyển đến trường tiểu học của Chihaya khi còn nhỏ. Cháu trai của một bậc thầy Karuta